# Chýšť
Chýšť (en allemand : Kiescht) est une commune du district et de la région de Pardubice, en République tchèque. Sa population s'élevait à 207 habitants en 2024.

## Géographie
Chýšť se trouve à 21 km au nord-ouest de Pardubice, à 23 km à l'ouest-sud-ouest de Hradec Králové et à 80 km à l'est de Prague.
La commune est limitée par Stará Voda, Chudeřice, Káranice et Obědovice au nord, par Kratonohy et Kasalice à l'est, par Voleč et Malé Výkleky au sud, et par Klamoš et Nové Město à l'ouest.

## Histoire
La première mention écrite du village date de 1368.

## Transports
Par la route, Chýšť se trouve à 7 km de Chlumec nad Cidlinou, à 22 km de Pardubice, à 28 km de Hradec Králové et à 91 km de Prague. Chýšť est desservie par l'autoroute D11, dont la sortie la plus proche se trouve à 2,2 km du centre du village.